# Тъпоклюни кайри
Тъпоклюните кайри (Fratercula) са род птици от семейство Кайрови (Alcidae).
Таксонът е описан за пръв път от Матюрен Жак Брисон през 1760 година.

## Видове
- Fratercula arctica – Тъпоклюна кайра
- Fratercula cirrhata – Качулата тъпоклюна кайра
- Fratercula corniculata – Рогата тъпоклюна кайра